# Auður Auðuns
Auður Auðuns, född 1911, död 1999, var en isländsk politiker. Hon var Islands första kvinnliga borgmästare och minister. 
Auður arbetade som advokat för Reykjavik Maternity Support Committee 1940–1960. Hon var stadsrepresentant i Reykjavík 1946–1970, ordförande för stadsrådet och senare stadsfullmäktige 1954–1959 och 1960–1970. Auður var den första kvinnan som tjänstgjorde som borgmästare i Reykjavík, och hon innehade befattningen tillsammans med Geir Hallgrímsson från 19 november 1959 till 6 oktober 1960.
Hon var riksdagsledamot för Reykjavik 1959–1974 för Självständighetspartiet. Hon var medlem i FN:s generalförsamling 1967. Hon utnämndes till justitie- och ecklesiastikminister 10 oktober 1970 och innehade posten fram till mitten av sommaren 1971. Hon var den första isländska kvinnan som tjänstgjorde som minister. Slutligen var hon medlem av radiorådet 1975–1978.